# Canon EOS-1D Mark II
La Canon EOS-1D Mark II è una fotocamera reflex digitale (DSLR) professionale presentata dalla Canon il 29 gennaio 2004. È una macchina con sensore APS-H ed ha rappresentato il modello di punta Canon EOS fino all'agosto 2005 quando ne viene presentato un aggiornamento minore con la Canon EOS-1D Mark II N. Il modello Mark III sarà invece presentato nel febbraio 2007. La risoluzione è di 8 megapixel su sensore CMOS. Come da tradizione Canon per le fotocamere di fascia professionale, è estremamente robusta e completamente tropicalizzata. La batteria è di tipo NI-Mh e offre una tensione di 12V, il vano batteria occupa del tutto la parte finale della fotocamera. La Canon EOS-1D Mark II è l'ultima fotocamera di Canon basata sul progetto originale della EOS 1, dato che la successiva EOS-1D Mark III è stata completamente riprogettata.

## Canon EOS-1D Mark II N
La Canon EOS-1D Mark II N rappresenta un aggiornamento di minore entità così come segnalato dalla specifica nomenclatura adottata. È presentata il 22 agosto 2005.
Le novità principali consistono in un nuovo display da 2,5", buffer migliorato, nuovi 'Picture Style' e la capacità di memorizzare contemporaneamente formati d'immagini diversi su scheda Secure Digital e Compact Flash.

## Galleria d'immagini

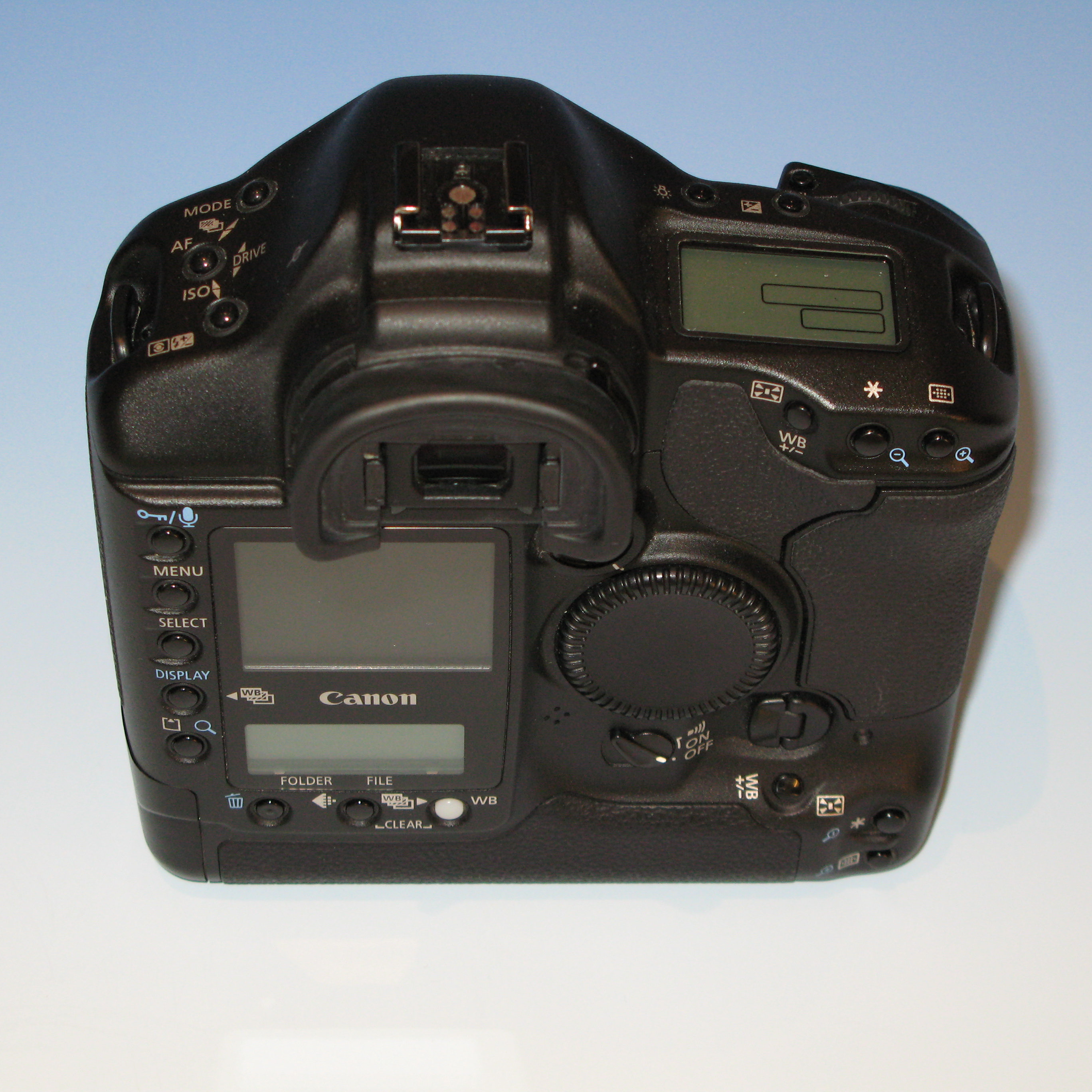
Retro della fotocamera
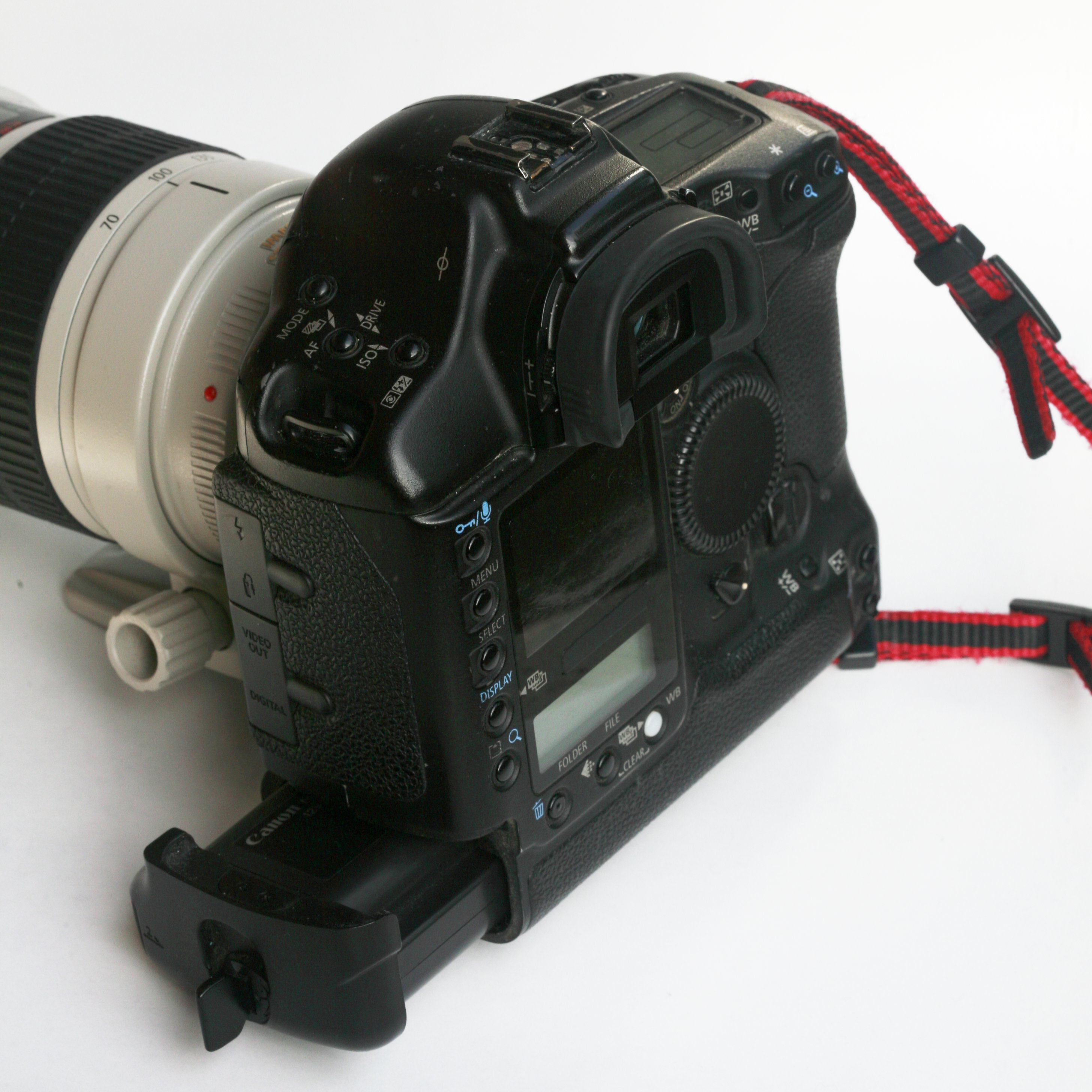
Pacco batterie
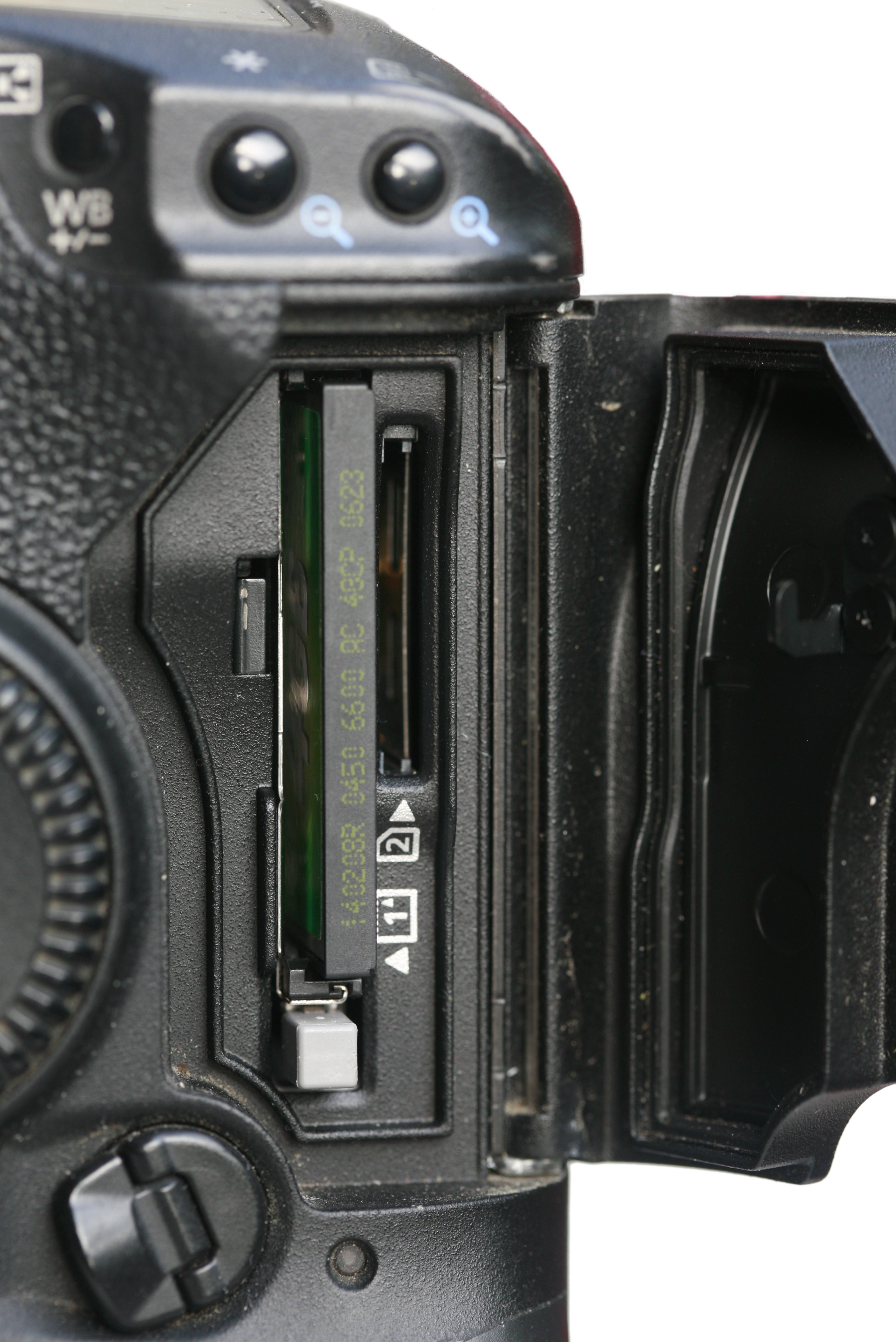
Vano memoria per Compact Flash e Secure Digital
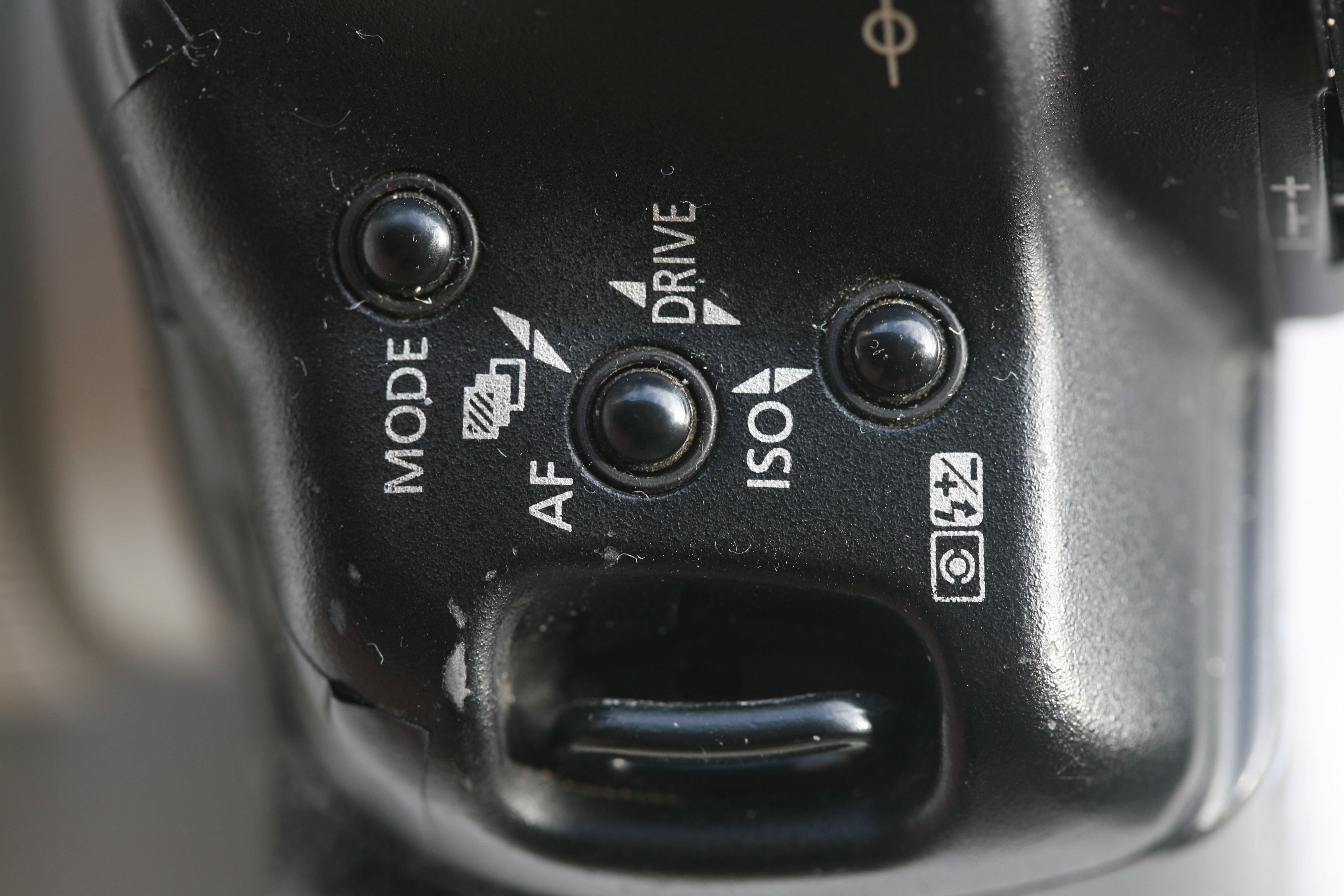
Selettore modi di funzionamento
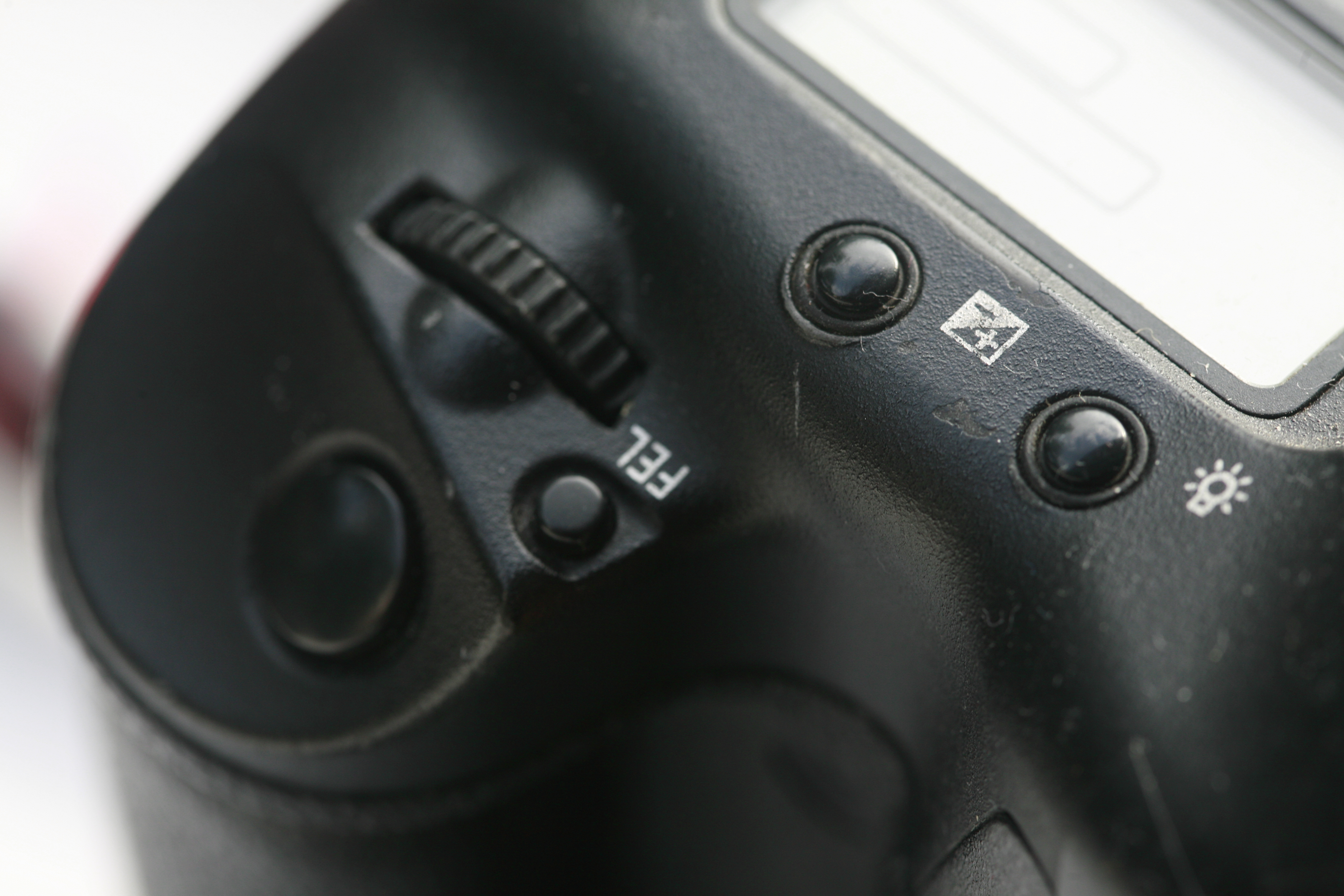
Otturatore

## Curiosità
La Canon 1D Mark II utilizza un paradigma di design per cui, ogni operazione non strettamente legata ai parametri di scatto, deve essere attivata tramite la pressione simultanea di due o più pulsanti. Questo comporta che la macchina va usata quasi sempre con entrambe le mani e che spesso si è spiazzati da questa impostazione di utilizzo se si utilizzano altre fotocamere. Questo sistema serve, secondo Canon, a prevenire l'attivazione di funzioni non volute e per evitare che queste si attivino quando la macchina è nella borsa o a tracolla.
Si tratta della fotocamera che è stata utilizzata per le riprese del film La sposa cadavere.